# The Kentucky Colonels
The Kentucky Colonels was een in Californië gevestigde bluegrassband, die pionier was in progressieve bluegrass.

## Bezetting
Oprichters
- Clarence White (gitaar)
- Billy Ray Lathum (banjo)
- LeRoy Mack (dobro)
- Roger Bush (gitaar)

Laatste bezetting
- Clarence White (gitaar)
- Billy Ray Lathum (banjo)
- Roland White (mandoline)
- Roger Bush (gitaar)

## Geschiedenis
De voorloper van de latere Kentucky Colonels was de familieband The Three Little Country Boys, bestaande uit de broers Roland, Eric en Clarence (geboren op 7 juni 1944, † 14 juli 1973) White, die begin jaren 1950 werd geformeerd in Los Angeles. Ze begonnen met traditionele countrymuziek, maar schakelden in 1955 over op bluegrass. Het winnen van een talentenjacht leidde tot een eerste optreden bij een lokaal televisiestation. Dit werd gevolgd door optredens op een dansevenement en bij een lokaal radiostation. Vanaf 1957 werden ze verschillende keren ingehuurd voor de tv-show van de Town Hall Party. In 1958 trad banjo-speler Billy Ray Lathum toe tot de band, die vanaf dat moment The Country Boys heette. In hetzelfde jaar werd de eerste single Head Over Heels in Love with You uitgebracht. Even later werd de dobro-speler en songwriter LeRoy Mack ingehuurd en werd de tweede single Valley Below uitgebracht. Er waren ook verschillende optredens bij de populaire Andy Griffith Show. Na zijn huwelijk in 1961 verliet Eric White de band en wordt vervangen door Roger Bush. Een jaar later werd Roland White opgeroepen voor het leger. Scott Hambley viel een korte tijd voor hem in.
Na het vertrek van Scott Hambly werd het eerste album New Sound of Bluegrass opgenomen in 1962. Omdat er al formaties met de naam The Country Boys bestonden, werd de naam veranderd in Kentucky Colonels. De eerste cast onder deze naam bestond uit Clarence White, Billy Ray Lathum, LeRoy Mack en Roger Bush. Ze werden af en toe gesteund door de violist Bobby Sloan. De band werd steeds populairder in het Californische folk- en bluegrass-circuit. De zeer getalenteerde Clarence White, het jongste lid van de groep, speelde zichzelf steeds meer op de voorgrond als gitarist - een nogal ongebruikelijk proces in bluegrass, waarbij gitaren traditioneel een ondergeschikte rol spelen. LeRoy Mack nam ontslag in de herfst van 1963. Roland White kwam even later terug uit de militaire dienst. Het volgende album, het door Clarence White's gekenmerkte virtuoze gitaarspel Appalachian Swing, werd uitgebracht in 1964. Dit werd gevolgd door een uitgebreide tournee door de Verenigde Staten met een goed ontvangen optreden tijdens het Newport Folk Festival, waarvan de live-opnamen later verschenen op het album Long Journey Home. In 1965 verschenen ze in de speelfilm The Farmer's Other Daughter.
Hun muzikale carrière liep echter vast. De nieuwe supersterren zoals Bob Dylan en The Byrds hadden folkrock populair gemaakt en gemarginaliseerde bluegrass. De Kentucky Colonels probeerden dit zonder succes tegen te gaan door gebruik te maken van drums en elektrisch versterkte instrumenten en eind 1965 werden ze uiteindelijk ontbonden. De leden sloten zich aan bij verschillende rockbands. De grootste carrièresprong werd gemaakt door Clarence White, die Gram Parsons bij The Byrds verving. In 1966 ontmoetten de drie White Brothers elkaar opnieuw en maakten ze een uitgebreide tournee door de Verenigde Staten, versterkt door Bob Warford en Dennis Morris. In 1973 vond een korte hereniging plaats, waaruit het album The White Brothers Live in Sweden voortkwam. Even later stierf Clarence White door een auto-ongeluk.

## Discografie
- 1963: New Sound of Bluegrass (Briar)
- 1964: Appalachian Swing (Rounder Records)
- 1973: The White Brothers Live in Sweden (Rounder Records)
- 1991: Long Journey Home (Vanguard Records)